# Onciale 0271
- Papyrus
- Onciale
- Minuscules
- Lectionnaire

Le Codex 0271 (dans la numérotation Gregory-Aland), est un manuscrit du Nouveau Testament sur parchemin écrit en écriture grecque onciale.

## Description
Le codex se compose d'une folio. Il est écrit en deux colonnes par page, de 26 lignes par colonne. Les dimensions du manuscrit sont 33 x 26 cm,. Les paléographes datent ce manuscrit du IXe siècle.
C'est un manuscrit contenant le texte de l'Évangile selon Matthieu (12,27-39).
Le texte du codex représenté est de type alexandrin. Kurt Aland le classe en Catégorie II.
Lieu de conservation
Il est conservé à la British Library (Add. 31919, f. 22) à Londres,.